# MaxCAD
MaxCAD este o companie furnizoare de soluții IT din România.
Este reseller autorizat pentru aplicațiile Autodesk în România.
Cifra de afaceri:
| Anul          | 2008 | 2007 |
| ------------- | ---- | ---- |
| milioane euro | 2,8  | 2,5  |